# François Nasica
François Nasica est un artiste-peintre, sculpteur et performeur français né à Nice le 26 décembre 1964.

## Biographie
François Nasica revient à la peinture en 2007 après un bref passage de trois ans de 1989 à 1992, suivi par dix ans de carrière comme musicien, notamment avec le groupe de ska Alerte à Skalibu. Mais la musique tiendra toujours une place prépondérante dans son travail, comme le souligne la journaliste Liliane Tibéri dans un article consacré à son exposition Mango Tree à la galerie Ferrero en 2014,.
En 2009, il prend un atelier à Nice dans le quartier du Vieux-Nice. Il effectue cette année-là, à l'invitation de l'Université Cumbre de Santa Cruz, un séjour en Bolivie. Il y fera de nombreux workshops et conférences en collaboration avec plusieurs écoles et universités.
Il entre en 2010 à la galerie Sens intérieur dans le golfe de Saint-Tropez. C'est en 2013 qu'il troque les pinceaux contre le spray, ce qui va définitivement influencer son travail. Il mélange alors le graffiti, la figuration libre et l'abstraction et son style devient très particulier. Après un passage par la galerie Ferrero de 2013 à 2016, il rejoint la galerie Franck Michel à Nice ainsi que la Momentum Art Gallery de Knokke en Belgique.
En 2015 et 2016, il sera plusieurs fois sollicité par la ville de Nice pour réaliser plusieurs palissades pour le chantier du tramway,,. Toujours en 2016, il fera partie des artistes invités par la ville de Nice avec, entre autres, C215, Moya, Stew, Otom, Faben, Pleks, Alainjuno et Mr One Teas, à réaliser un des panneaux du marché aux puces de Nice,,.
Il collabore en 2016 avec deux autres artistes, Faben et Otom, à la demande de la ville de Coni en Italie, pour réaliser en commun une peinture murale de 200 m2.
Il est également connu pour être le premier artiste à Nice à avoir déployer en 2016 une œuvre géante de 150M2 sur une façade d'immeuble.

## Style
Ne se définissant ni comme street artist, ni comme graffeur, François Nasica travaille autant en atelier que dans la rue, son style, qu'il soit en noir et blanc ou en couleur, mélange graffiti, figuration libre et abstraction. Il crée, comme il le dit lui-même, lors d'un entretien avec la journaliste Annick Chevalier, « un monde peuplé de créatures difformes, un monde ludique et coloré qui lui permet de parler aux autres ».
Les thèmes principaux qu'il aborde sont à la fois universels, comme le manque d'amour, la solitude... mais aussi très actuels, comme la dépendance aux réseaux sociaux, l'environnement.

## Expositions
2019
- Rentrée solennelle de la Faculté de médecine - Nice - France

2018
- Keller Williams - Nice - France
- Summer Show - Atelier Franck Michel - Nice - France

2017
- One Shot Exhibition - Nice - France

2016
- Galerie l'Atelier Franck Michel - Nice - France

2015
- Ex- Voto Galerie des Dominicains - Nice - France[15],[16].

2014
- Galerie Ferrero Mango Tree - Nice - France[17].

2013
- Studio B Boyertown - Philadelphia - Usa[18].
- Starter Gallery - Neuilly France

2012
- Château de Liverdun - Nancy - France[19].
- The Tabernacle  Nothing Hill - London - Uk
- Impaktes visual gallery - Barcelona Spain
- Sangdee Gallery & Watch Space - Chiang mai - Thailand
- Amsterdam Outsider art gallery - Amsterdam - Nederland[20].

2011
- Galerie Sens Interieur - St Tropez - France[21].
- Galerie Ho - Saint Rémy de Provence - France
- Galerie Anne Perré - Rouen - France

2010
- Espace à Vendre Les 150 ans de Nice - Nice - France[22].
- Performance Nice Jazz Festival - France

2009
- Performance Musée AAV - Nice - France